# Patrice Chéreau
Patrice Chéreau (Lézigné, 1944 - París, 2013) va ser un director de cinema, teatre i òpera francès, considerat un dels renovadors de l'òpera contemporània i de les arts escèniques en general. També va treballar d'actor i guionista.

## Trajectòria
Considerat un nen prodigi, va fundar el Teatre Públic de París als 16 anys i, l'any 1969, va dirigir la seva primera òpera al Festival de Tots els Móns de Spoleto, creat per Gian Carlo Menotti. L'any 1970, va establir una relació professional amb el Piccolo Teatro de Milà i els seus directors, Giorgio Strehler i Paolo Grassi. El 1975, va dirigir El Rei Lear a Alemanya i va col·laborar amb Roger Planchon a la Comédie-Française. A més, va dirigir obres com Peer Gynt, Hamlet, Fedra de Racine, Enric VI o Ricard III, així com textos d'Antón Txékhov, Marguerite Duras, Victor Hugo, Lope de Vega, Pierre de Marivaux, entre d'altres.
El 1976, Wolfgang Wagner li va oferir dirigir, al costat de Pierre Boulez en la direcció musical, una nova producció de L'anell dels Nibelungs de Richard Wagner al Festival de Bayreuth, amb motiu del centenari de l'estrena de l'obra. Situada en la revolució industrial i en l'època de Wagner, aquesta proposta va transformar radicalment la visió de l'òpera. Als anys noranta, se li va proposar portar a l'escenari Tristany i Isolda al Festival de Bayreuth sota la batuta de Daniel Barenboim, però va rebutjar l'oferta, considerant que l'obra era irrepresentable i més apropiada per a una radionovel·la. No obstant això, al final de la seva carrera, va acabar portant-la a escena a la Scala de Milà, juntament amb aquest mateix director.
Altres treballs operístics rellevants de la seva trajectòria inclouen Lulú d'Alban Berg (la versió en tres actes estrenada per Pierre Boulez), Els contes d'Hoffmann a l'Òpera de París, Wozzeck, Don Giovanni, L'escola dels amants al Festival d'Aix-en-Provence i De la casa dels morts de Leos Janáček.
Va mantenir una relació sentimental amb Pascal Greggory, el seu actor preferit. Va morir el 7 d'octubre de 2013, als 68 anys, a causa d'un càncer de pulmó.

## Cinema
Entre 1974 i 2009 va dirigir una desena d'obres, amb un llenguatge característic que queda reflectit en obres com Intimacy (2001), Gabrielle (2005), la duríssima Son frère (2002) i la pel·lícula que li va proporcionar el salt a la popularitat internacional, La reina Margot (1994).

## Òpera i teatre

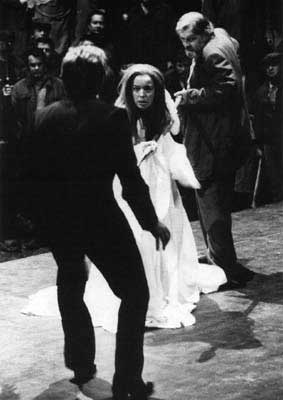
Assaig de la Tetralogia wagneriana dirigida per Chéreau que s'estrenà al Festival de Bayreuth en 1976

Va dirigir la seva primera òpera en 1969. Interessat per la mitologia, ha dirigit sobretot òperes de Wagner, com la Tetralogia.
En teatre ha dirigit tots els textos de Bernard-Marie Koltès i ha fet renovades posades en escena de clàssics com Peer Gynt d'Henrik Ibsen, Hamlet i altres obres de Shakespeare, Fedra de Racine, a més d'Anton Txékhov, Dostoievski, Victor Hugo, Lope de Vega, Christopher Marlowe i molts d'altres.
A Barcelona va portar La douleur de Duras al Temporada Alta en 2008. En 2011 dirigia I'm the wind de Jon Fosse al Festival Grec i, en 2012, La nit just abans dels boscos de Koltès al Teatre Lliure de Gràcia; ambdues codirigides amb el coreògraf i ballarí Thierry Thieû Niang. A l'estiu de 2013, any en què va morir, havia presentat un muntatge de l'òpera Elektra de Richard Strauss, coproduït pel Liceu, al Festival d'Aix-en-Provence. Aquest mateix muntatge va ser presentat al Liceu l'any 2016.